# Чемпіонат світу з корфболу
Чемпіонат світу з корфболу — найважливіше міжнародне корфбольне змагання для національних збірних, що проводиться під егідою Міжнародної Федерації корфболу (англ. IKF).
Перший чемпіонат відбувся в 1978 році в Нідерландах.
З 1987 року чемпіонат проходить раз на чотири роки.

## Історія чемпіонатів
Перший чемпіонат відбувся в 1978 році в Нідерландах. У ньому взяли участь 8 національних збірних. Чемпіонат виграли господарі турніру і родоначальники корфболу — голландці, які обіграли бельгійців у додатковий час з рахунком 14-13 (основний час закінчився з рахунком 10-10).
Найтитулованішою командою є збірна Нідерландів — сім перших місць і одне друге. Далі йде Бельгія — одне перше і сім других місць. Бронзові медалі вигравали збірні ФРН, Великої Британії (нині збірна Англії) і Чехії по два рази, Португалії — один раз. У 1991 на чемпіонаті світу в Бельгії перший і поки останній раз чемпіоном стала не збірна Нідерландів, а збірна Бельгії, також на цьому чемпіонаті бронзові медалі вперше завоювала неєвропейська команда — збірна китайського Тайбея. У 1995 році чемпіонат вперше пройшов не в Нідерландах чи Бельгії, а в Індії. Останній чемпіонат світу пройшов у 2007 році в Чехії. Його впевнено виграли голландці. Наступний чемпіонат світу пройде у 2011 році в Китаї.

## Результати
| Рік          | Господар   |            | Фінал                      | Фінал       | Фінал             |                            | Матч за 3-є місце | Матч за 3-є місце | Матч за 3-є місце |
| Рік          | Господар   | Чемпіон    | Рахунок                    | Друге місце | Третє місце       | Рахунок                    | Четверте місце    |                   |                   |
| 1978 Деталі  | Нідерланди | Нідерланди | 14 - 13 (дод. час) 10 - 10 | Бельгія     | ФРН               | 20 - 15 (дод. час) 14 - 14 | Велика Британія   |                   |                   |
| 1984 Деталі  | Бельгія    | Нідерланди | 11 — 9                     | Бельгія     | ФРН               | 7 — 5                      | Велика Британія   |                   |                   |
| 1987 Деталі  | Нідерланди | Нідерланди | 9 — 7                      | Бельгія     | Велика Британія   | 9 - 5 (дод. час) 4 - 4     | Китайський Тайбей |                   |                   |
| 1991 Деталі  | Бельгія    | Бельгія    | 11 - 10                    | Нідерланди  | Китайський Тайбей | 10 — 8                     | Німеччина         |                   |                   |
| 1995 Деталі  | Індія      | Нідерланди | 21 — 13                    | Бельгія     | Португалія        | 13 — 11                    | Австралія         |                   |                   |
| 1999 Деталі  | Австралія  | Нідерланди | 23 — 11                    | Бельгія     | Велика Британія   | 24 — 22                    | Німеччина         |                   |                   |
| 2003 Деталі  | Нідерланди | Нідерланди | 22-9                       | Бельгія     | Чехія             | 21-15                      | Китайський Тайбей |                   |                   |
| 2007 Деталі' | Чехія      | Нідерланди | 23-10                      | Бельгія     | Чехія             | 19-14                      | Португалія        |                   |                   |
| 2011 Деталі' | КНР        | Нідерланди | 23-10                      | Бельгія     | Китайський Тайбей | 19-14                      | Каталонія         |                   |                   |
| 2015 Деталі' | Бельгія    |            |                            |             |                   |                            |                   |                   |                   |

### Переможці та призери
| Команда           | Перше місце | Друге місце | Третє місце | Четверте місце | Разом |
| ----------------- | ----------- | ----------- | ----------- | -------------- | ----- |
| Нідерланди        | 8           | 1           | —           | —              | 9     |
| Бельгія           | 1           | 8           | —           | —              | 9     |
| Німеччина         | —           | —           | 2           | 2              | 4     |
| Англія            | —           | —           | 2           | 2              | 4     |
| Китайський Тайбей | —           | —           | 2           | 2              | 4     |
| Чехія             | —           | —           | 2           | —              | 2     |
| Португалія        | —           | —           | 1           | 1              | 2     |
| Австралія         | —           | —           | —           | 1              | 1     |
| Каталонія         | —           | —           | —           | 1              | 1     |

## Система проведення

### 1978 і 1984
У перших двох чемпіонатах брало участь всього 8 команд, розбитих на дві групи. У 1978 році з груп виходило дві найкращі команди, які грали на вибування і боролися за перше місце. Чотири інших команди боролися за 5-8-і місця. У 1984 році перше місце розігрували команди, що зайняли перші місця в групі (без півфіналів), третє місце — команди, що зайняли другі місця в групах, п'яте місце — команди, що зайняли треті місця в групах, а сьоме місце — відповідно команди, що зайняли четверті місця в групах.

### 1987 і 1991
У 1987 році в чемпіонаті вперше взяло участь 12 команд, розбиті на 2 групи. Як і на минулому чемпіонаті команди, що зайняли перші місця боролися за перше місце, друге за третє місце і т. д. Точно також було проведено і чемпіонат 1991 року.

### 1995
На чемпіонаті 1995 року в Індії 12 команд були розбиті на 4 групи по 3 команди. З кожної до чвертьфіналу напряму проходила одна найкраща збірна. Команди, що зайняли 2 і 3 місця розіграли між собою ще 4-е путівки до чвертьфіналу. Чотири програвші команди боролися за 9-12 місця. Вісім найкращих команд розіграли 1-8 місця на вибування.

### 1999
У 1999 році 12 команд були розбиті на 3 групи по чотири команди, з кожної до чвертьфіналу виходило 2 найкращі команди плюс команди, які посіли 3-і місця в групах A і B (в яких грали Нідерланди і Бельгія відповідно). Далі команди, що грали за 1-8-е і 9-16-е місця розіграли їх за системою на вибування.

### 2003
На чемпіонаті 2003 року вперше участь взяли 16 команд, які поділили на команди A-класу (які боролися за 1-8-і місця) та команди B-класу (які боролися за 9-16 місця. У A-клас 6 команд потрапили безпосередньо ще дві команди пройшли через відбірковий раунд (у якому брали участь 6 команд поділені на 2 групи). Клас B склали команди, які пройшли через відбіркові раунд і ще 4 команди, що потрапили напряму. 9-е місце розігрували 1-е команди груп BI і B -II, 10-е місце команди зайняли 2-е місця і т.д. З груп AI і A-II 2 найкращі команди виходили до півфіналу, дві найгірші продовжували боротьбу за 5-8-е місця.

### 2007
У 2007 році 16 команд були розбиті на 4 чотири групи. З кожної групи в другий раунд виходило по 2 команди. 2 інші команди продовжували боротьбу за 9-16-е місця. 8 найкращих і 8 найгірших команд були поділені на 2 групи по 4 команди. З кожної групи 2 найкращі команди боролися або за 1-4-е або 9-12-е місця, 2 гірші — за 5-8-е або за 13-16-е місця на вибування. 